# Дарла Крейн
Да́рла Крейн (англ. Darla Crane), настоящее имя — Ше́лли Шелнатт (англ. Shelley Shelnutt; 21 мая 1966, Лос-Анджелес, Калифорния, США) — американская порноактриса
 и порнорежиссёр
, фотомодель.

## Биография
Шелли Шелнатт (настоящее имя Дарлы Крейн) родилась 21 мая 1966 года в Лос-Анджелесе (штат Калифорния, США). Когда Шелли было десять лет, она решила, что вырастет и станет актрисой или фотомоделью. Как она сказала позже: «Миссия выполнена!» (англ. «Mission accomplished!»).
В начале 1990-х годов она впервые начала появляться в эротических журналах и видеороликах для компании, которая специализировалась на концепции «любви к рабству». Она быстро получила популярность в модельном бизнесе и в конечном счёте её окрестили «Бетти Пейдж 90-х». С 1997 года Дарла занимается продюсированием и режиссурой собственных фетиш-тематических постановок (она говорит, что её любимые видеоролики «супергерои в опасности»). Она также редактирует видео и пишет сценарии, но своей главной работой называет модельный бизнес. В 2000 году Дарла решила заняться карьерой в другом направлении и начала выступать в главных постановках XXX. Она появилась на обложке почти каждого хардкор-фильма со своим участием. В 2002 году Дарла запустила свой личный сайт. В то время как она всё ещё пишет, снимает и редактирует для других компаний, Крейн находит работу на собственном сайте самым полезным аспектом её карьеры.
Дарла Крейн дважды была номинирована на премию X-Rated Critics Organization (2003, 2012) и на премию AVN Awards (2012).
В 2017 году была включена в Зал славы XRCO.

## Награды и номинации
| Год  | Премия     | Номинация                         | Фильм | Результат |
| ---- | ---------- | --------------------------------- | ----- | --------- |
| 2003 | XRCO Award | Unsung Siren                      |       | Номинация |
| 2012 | AVN Award  | MILF/Cougar Performer of the Year |       | Номинация |
| 2012 | XRCO Award | Best Cumback                      |       | Номинация |
| 2015 | AVN Award  | Fan Award: Hottest MILF           |       | Номинация |
| 2016 | AVN Award  | Fan Award: Hottest MILF           |       | Номинация |